# Чепурино
Чепурино — деревня в Пестовском муниципальном районе Новгородской области. Входит в состав Лаптевского сельского поселения. По всероссийской переписи населения 2010 года население деревни — 35 человек (19 мужчин и 16 женщин).
Площадь территории деревни — 14,4 га. Чепурино находится в 1,5 км к югу от деревни Беззубцево, на Валдайской возвышенности, на высоте 169 м над уровнем моря. С юга от деревни протекает река Калешевка.

## История
В списке населённых мест Устюженского уезда Новгородской губернии за 1909 год деревня Чепурино указана как относящаяся к Охонской волости (2-го стана, 4-го земельного участка). Население деревни Чепурино, что была тогда на земле Беззубцевского сельского общества — 108 жителей: мужчин — 48, женщин — 60, число жилых строений — 34, в деревне был хлебозапасный магазин. Затем с 10 июня 1918 года до 31 июля 1927 года в составе Устюженского уезда Череповецкой губернии, затем в составе Беззубцовского сельсовета Пестовского района Череповецкого округа Ленинградской области. По постановлению ЦИК и СНК СССР от 23 июля 1930 года Череповецкий округ был упразднён, а район перешёл в прямое подчинение Леноблисполкому. По Указу Президиума Верховного Совета СССР от 5 июля 1944 года Пестовский район был передан из Ленинградской области во вновь образованную Новгородскую область. Во время неудавшейся всесоюзной реформы по делению на сельские и промышленные районы и парторганизации, в соответствии с решениями ноябрьского (1962 года) пленума ЦК КПСС «о перестройке партийного руководства народным хозяйством» с 10 декабря 1962 года был образован, в числе прочих, крупный Пестовский сельский район на территории Дрегельского, Пестовского и Хвойнинского районов. Беззубцевский сельсовет и деревня вошли в состав этого района, а 1 февраля 1963 года административный Пестовский район в числе прочих был упразднён. Пленум ЦК КПСС, состоявшийся 16 ноября 1964 года восстановил прежний принцип партийного руководства народным хозяйством, после чего Указом Верховного Совета РСФСР от 12 января 1965 года сельские районы были преобразованы вновь в административные районы и решением Новгородского облисполкома № 6 от 14 января 1965 года сельсовет и деревня вновь в составе Пестовского района.
С принятием закона от 6 июля 1991 года «О местном самоуправлении в РСФСР» была образована Администрация Беззубцевского сельсовета (Беззубцевская сельская администрация), затем Указом Президента РФ № 1617 от 9 октября 1993 года «О реформе представительных органов власти и органов местного самоуправления в Российской Федерации» деятельность Беззубцевского сельского Совета была досрочно прекращена, а его полномочия переданы Администрации Беззубцевского сельсовета. По результатам муниципальной реформы, с 2005 года деревня входит в состав муниципального образования — Лаптевское сельское поселение Пестовского муниципального района (местное самоуправление), по административно-территориальному устройству подчинена администрации Лаптевского сельского поселения Пестовского района. В 2012 году Новгородская областная дума (постановлением № 50-5 ОД от 25.01.2012) постановила уведомить Правительство Российской Федерации об упразднении в числе прочих Беззубцевского сельсовета Пестовского района. В границах деревень Беззубцево, Оборнево и Чепурино к 2013 году организовано территориальное общественное самоуправление.